# Linia U3 metra w Norymberdze

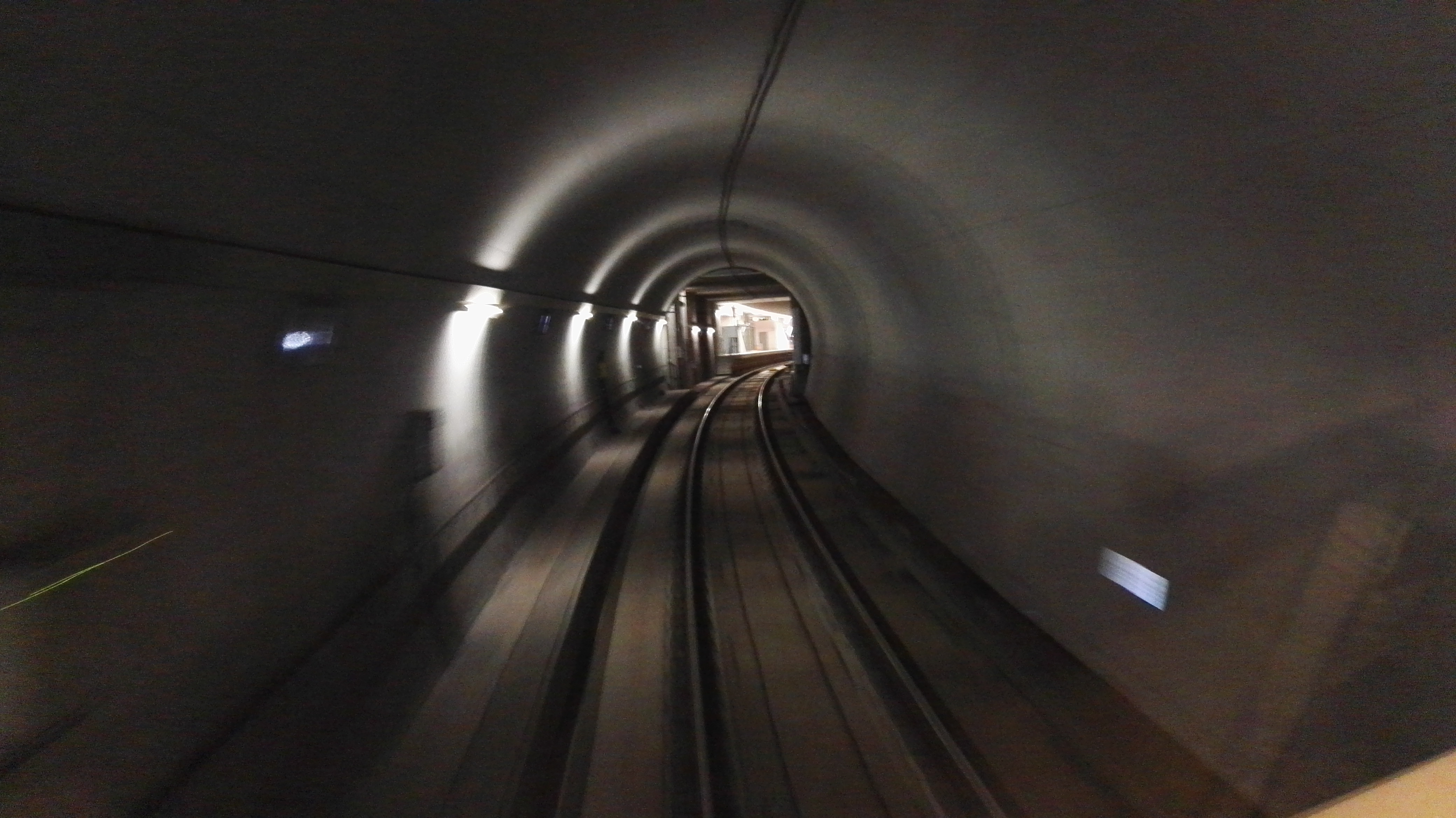
Tunel linii U3

U3 – trzecia linia norymberskiego metra. W 2020 roku składała się z 13 stacji.

## Historia
Linia U3, która de facto składa się z dwóch odnóg od linii U2, miała zostać otwarta w 2005 roku jako pierwsza w Niemczech całkowicie zautomatyzowana linia metra.. Ostatecznie, z powodu przedłużających się problemów technicznych, rozpoczęcie eksploatacji było ciągle odwlekane w czasie, aż do ostatecznego otwarcia 15 czerwca 2008.

## Przyszłe plany
W 2020 rozpoczęto rozbudowę linii w kierunku południowym, od stacji Gustav-Adolf-Str. do Gebersdorf. Licząca 1,5 km trasa ma zostać otwarta w 2025 roku.